# Journal of Algebra
Das Journal of Algebra ist eine mathematische Fachzeitschrift, die Arbeiten in Algebra und Computeralgebra veröffentlicht.
Sie wurde von Graham Higman gegründet, danach von Walter Feit und später von Michel Broué geleitet. Aktueller Herausgeber ist Gunter Malle.